# Aspitates tonghata
Aspitates tonghata là một loài bướm đêm trong họ Geometridae.